# اوشتن
اوشتن (به آلمانی: Osten) یک شهر در آلمان است که در هموور واقع شده‌است. اوشتن ۱٬۹۸۷ نفر جمعیت دارد.